# Straßenbahn Herne–Castrop-Rauxel

Historisches Logo bis 2022

Die Straßenbahn Herne – Castrop-Rauxel GmbH ist ein Nahverkehrsunternehmen der Stadt Herne. Entgegen dem Namen betreibt die HCR, wie sie kurz genannt wird, keine Straßenbahnen mehr. Als Mitglied im Verkehrsverbund Rhein-Ruhr wird im Rahmen der Kooperation östliches Ruhrgebiet (KÖR) mit den Nachbarunternehmen Vestische, DSW (Dortmunder Stadtwerke AG) und der Bogestra zusammengearbeitet sowie seit 2017 mit der VER (Verkehrsgesellschaft Ennepe-Ruhr) – 2019 kamen die HST (Hagener Straßenbahn AG) und 2020 die Ruhrbahn (Essen) hinzu. Unterdessen bezeichnet sich dieser Zusammenschluss als Kooperation Metropole Ruhr.

## Geschichte
Die Straßenbahn Herne – Castrop-Rauxel GmbH wurde am 1. August 1905 durch die Gemeinden Herne und Sodingen als Gesellschaft des bürgerlichen Rechts mit der Firma Straßenbahn Herne-Sodingen gegründet. Ursprünglich wollten die Gemeinden eine Oberleitungsbusstrecke zwischen den beiden Orten einrichten. Diese Pläne wurden, nachdem der O-Busbetrieb der BSM in Monheim besichtigt wurde, wieder ad acta gelegt und es fiel der Entschluss zum Bau einer Straßenbahnverbindung. Am 20. Dezember 1906 ging die Strecke zwischen dem Amtshaus in Sodingen und der Zeche Shamrock in Herne in Betrieb. Am 18. September 1909 trat die Gemeinde Castrop der Gesellschaft bei. Aus der Straßenbahn Herne-Sodingen wurde Straßenbahn Herne-Sodingen-Castrop und die Verlängerung bis Castrop-Münsterplatz wurde in Angriff genommen.
Die Strecke mit einer Länge von 4,6 Kilometern hatte Anschluss an die BOGESTRA, die Vestische Straßenbahnen GmbH, die Kommunale Straßenbahn-Gesellschaft Landkreis Gelsenkirchen, die Straßenbahn der Stadt Herne, die Westfälische Straßenbahn, die Märkischen Straßenbahnen und die Straßenbahnen des Landkreises Dortmund. 1912 wurde die Strecke in Herne zum dortigen Bahnhof verlängert. Während des Ersten Weltkrieges kam es immer wieder zu Schwierigkeiten, der Betrieb konnte aber weiterlaufen.
1921 konnte durch Fertigstellung der neuen Anlagen in Herne der Bahnübergang entfallen. Auch wurde die Trasse in etlichen Abschnitten zweigleisig ausgebaut.
Der Zweite Weltkrieg hatte nur geringen Einfluss auf den Straßenbahnbetrieb. Es kam lediglich zu Schäden durch Artilleriebeschuss. Auch fielen zwei Wagen, welche als Panzersperre missbraucht wurden, dem Krieg zum Opfer.

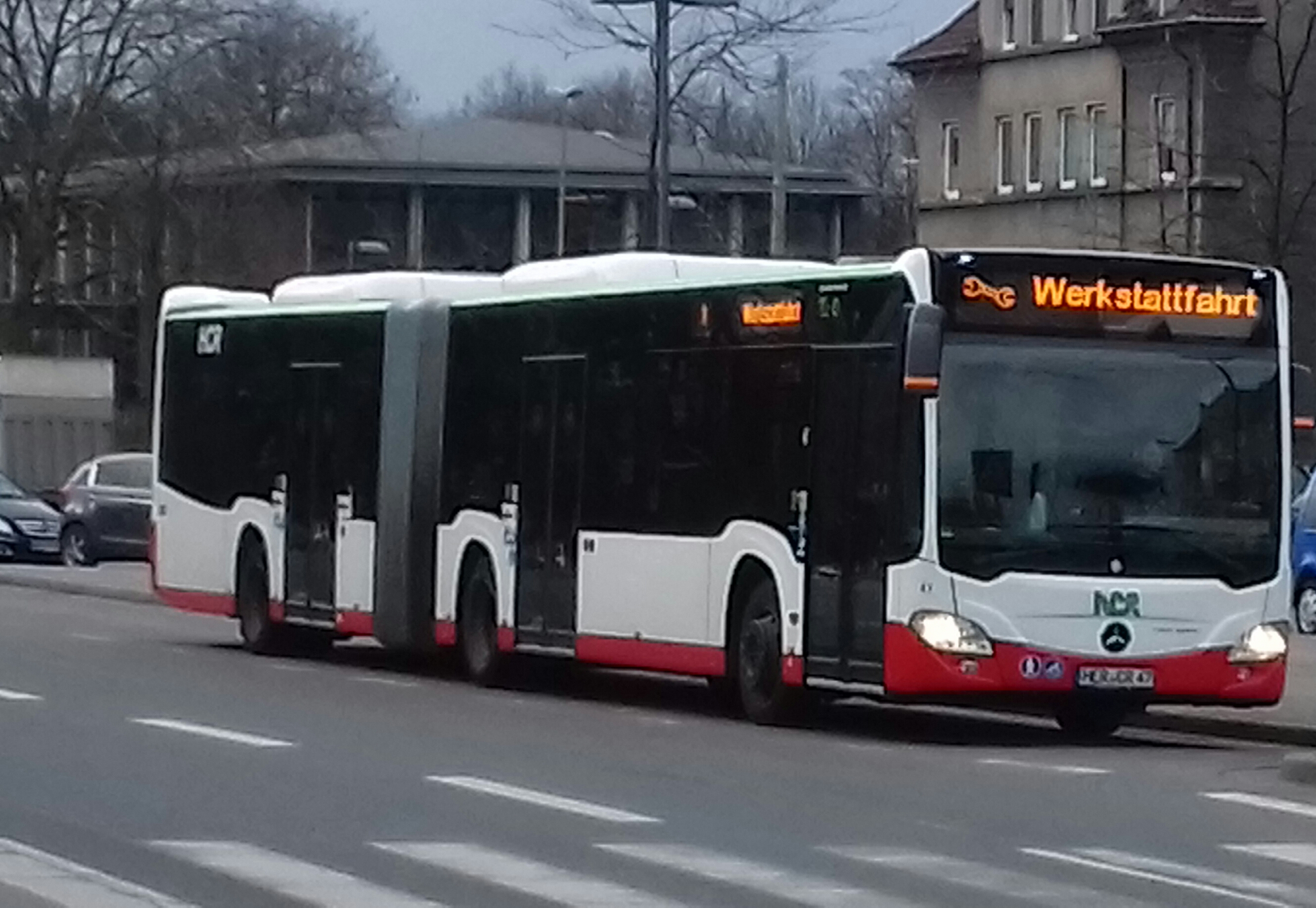
Aktuelle Lackierung seit 2000

Größeren Schaden hinterließ die schlechte Wartung der Gleisanlagen. 1949 sollte der Omnibusbetrieb aufgenommen werden. Durch dessen parallel zur Straßenbahn betriebenen Linien musste die Straßenbahn am 30. September 1959 eingestellt werden. Seitdem ist die Straßenbahn Herne-Castrop-Rauxel, kurz HCR, wie sie ab dem 3. Mai 1928 heißt – seit dem 1. Januar 1954 mit dem Firmenzusatz GmbH – ein reiner Omnibusbetrieb.
Ein Teil des Verkehrsgebietes wird heute von der BOGESTRA erschlossen. Das Straßenbahndepot existiert nach wie vor, wird aber von der Dortmunder DSW21 als Stützpunkt ihres nordwestlichen Busbetriebsgebietes genutzt.
Seit April 2011 setzt die HCR zur zusätzlichen Erbringung von Leistungen Busse des Castrop-Rauxeler Subunternehmers Zeretzke Reisen ein. Diese sind vornehmlich auf den Linien 303, 312 und 323, sowie teilweise auf den Linien 321, 324 und 351 im Einsatz.
Seit September 2020 sind bei der HCR zwei Elektrobusse des chinesischen Herstellers BYD im Umlauf, vornehmlich auf den Linien 321 und 324. Ab Dezember kamen vier weitere Fahrzeuge von ebusco hinzu, um die Linien 321/324 komplett auf Elektroantrieb umzustellen. Die anderen Umläufe auf der 321/324/341/347 sind hiervon ausgenommen. Das seit 2022 aktuelle Logo soll die Verbundenheit der HCR mit der Stadt Herne stärker in den Vordergrund rücken. Die grün-blau-gelbe Farbgebung des Logos wird auch seitens der Stadt Herne und anderen kommunalen Unternehmen benutzt. Das neue Logo wurde zeitnah auf den Fahrzeugen und den Haltestellenschildern angebracht und hat auch das alte Logo in den 29-Zoll-Bildschirmen der seit 2015 angeschaffenen Wagen ersetzt. In jenen mit älteren Monitoren sowie bei den Bordrechnern geschah das allerdings erst Ende 2024.
Im Dezember 2024 sind die ersten beiden Eletro-Gelenkwagen, welche wiederum erneut Fabrikate von BYD sind, eingetroffen; sie sollen noch im darauffolgenden Januar erstmals zum Einsatz kommen. Für die fortlaufende Elektrifizierung der Busflotte wird zudem, mit einer 6,5 Mio. Euro schweren Förderung des Landes NRW, ebenfalls seit Januar 2025 der Betriebshof in Herne-Börnig umgebaut, damit die vorhandene Infrastruktur für weitere Elektrobusse ertüchtigt werden kann. Die Umbauarbeiten werden von SBRS, einem Tochterunternehmen von Shell Deutschland, übernommen und sollen voraussichtlich 2026 abgeschlossen werden. Ebenfalls sollen ab 2025 nur noch elektrisch angetriebene Busse angeschafft werden, um so den Fuhrpark mittelfristig komplett emissionsfrei umzugestalten.

### Verlauf der ehemaligen Straßenbahnstrecke
Herne West, Zeche Shamrock, Bahnübergang Brunnenstr. nördlich der Zeche über die Zechenbahn – (Brunnenstr.) – (Neustr.) – (Heinrichstr.) – (Schulstr.) – Herne Mitte, Kreuzung Mont-Cenis-Str. / Schulstr. / Wiecherstr., hier späterer Abzweig der Strecken der Westfälischen Straßenbahn nach Kolonie Constantin IV–V und weiter nach Gerthe sowie nach Hiltrop. Weiter: (Mont-Cenis-Str.) – Sodingen Mitte / Amtshaus, Kreuzung Kirchstr. / Gerther Str. / Mont-Cenis-Str. – (Kirchstr.) – (Castroper Str.) – Siedlung Zeche Teutoburgia – (Castroper Str.) – Stadtgrenze Sodingen / Castrop – (Herner Str.) – Castrop Münsterplatz.
Gründung HCR 1. August 1905 als Straßenbahn Herne-Sodingen. Inbetriebnahme Amtshaus Sodingen – Zeche Shamrock in Herne: 20. Dezember 1906. Beitritt von Castrop zur Gesellschaft: Sommer 1909. Verlängerung Sodingen Amtshaus – Castrop Münsterplatz: 15. Juli 1910. Stilllegung Zeche Shamrock – Herne Mitte: 2. August 1914, darauf Verlängerung Herne Mitte – Herne Bhf unter Mitbenutzung der Gleise der Straßenbahn Bochum-Herne. Stilllegung Castrop – Teutoburgia: 1. Januar 1952. Teutoburgia – Sodingen Amtshaus: 1954. Sodingen Amtshaus – Herne: 30. September 1959

## Fuhrpark
Stand Januar 2025 besteht der Fuhrpark aus Dieselbussen der Fabrikate Citaro C2 von Daimler Buses, Lion’s City von MAN Truck & Bus und Solaris Urbino, jeweils in Solo- und Gelenkform, sowie sieben Elektrobussen: einem Solobus BYD ebus von 2020, vier Solobusse Ebusco 2.2 von 2022 und zwei Gelenkbusse BYD ebus von 2024. Der zweite BYD-Elektrobus aus der Bestellung von 2020 wurde bei einem Unfall in Castrop-Rauxel im Jahr 2023 schwer beschädigt und konnte nicht weiter im Liniendienst eingesetzt werden.
Seit dem Bestehen der KöR im Jahre 2000 wurden zunächst Busse vom Hersteller Neoplan angeschafft, seit Mitte der 2000er-Jahre wurde bei zukünftigen Anschaffungen stattdessen auf Mercedes-Benz Citaro, MAN Lion’s City und Solaris Urbino gesetzt. Die letzte Anschaffung von Solaris-Bussen erfolgte um das Jahr 2012 herum, seitdem wechselten sich ausschließlich Neuanschaffungen von Citaro C2 und Lion's City ab. Seit 2011 angeschaffte Busse verfügen über ein visuelles Fahrgastinformationssystem (FIS) von LAWO zusätzlich zu den Außenanzeigen desselben Herstellers, seit 2015 angeschaffte stattdessen über höher auflösende Außenanzeigen von Hanover sowie ein FIS von MG Informationssysteme mit einem Bildschirm von 29 Zoll, auf denen Anschlüsse, Informationen und Werbung nun neben den nächsten Haltestellen angezeigt werden können statt im Wechsel. Seit der Überarbeitung des KöR-Grunddesigns im Jahr 2019 wird bei den Dieselbussen nur noch das Fabrikat Citaro C2 angeschafft, diese verfügen im Vergleich zu den älteren Bussen über Sitze mit Leder- anstelle von Stoffbezug, USB-Anschlüssen zum Aufladen elektronischer Kleingeräte und einen weiteren Multifunktionsbereich im hinteren Teil der Gelenkbusse, sowie einen Parkett- anstelle eines Kunststoffbodens, außen wurde der Farbanteil der grünen und roten Elemente erhöht. Der Solobus von BYD verfügt, bedingt durch die gemeinsame Anschaffung mit der BOGESTRA, über Sitze des deutschen Herstellers Kiel, welche die BOGESTRA auch bei neu angeschafften Dieselbussen benutzt.
In den späten 2000er-Jahren wurden die Fahrzeuge, die vor der Gründung der KöR angeschafft wurden, ausgemustert. In den frühen 2010er-Jahren folgte die Ausmusterung der Neoplan-Busse, in den späten 2010er-Jahren dann die Citaro Facelift- und Urbino-Busse mit grünen Flip-Dot-Matrixanzeigen, bis 2024 dann auch die mit orangen LED-Matrixanzeigen.
Kartenleseautomaten, mit denen digitale Abo-Chipkarten kontrolliert werden, wurden 2022 außer Betrieb genommen und 2024 schließlich aus den Bussen demontiert. Seitdem werden die Chipkarten nicht mehr kontrolliert, auch weil die Bordrechner im Unterschied zu den nahezu baugleichen Pendanten der BOGESTRA nicht über eine Kartenlesefunktion verfügen.
Zur Verkehrsaufsicht kommen ein VW Transporter mit Verbrennermotor (Wagen-Nr. 7) sowie ein elektrisch betriebener Nissan NV200 (Wagen-Nr. 8) in Einsatz, ersterer dient auch zum mobilen Ticketverkauf auf dem ZOB am Bahnhof Herne während der Cranger Kirmes.

### Fahrzeuge von Zeretzke Reisen
Das Subunternehmen Zeretzke Reisen benutzt für die Erbringung von Leistungen im Auftrag der HCR überwiegend Lion's City-Busse, aber auch einen Citaro Facelift, die sich teilweise vom HCR-Standard unterscheiden. So verfügen einige Busse über einen FIS von LAWO mit einem 29-Zoll-Bildschirm, welche bei der HCR selbst nie mit angeschafft wurden. Bei denen wird die rechte Hälfte des FIS-Displays nur zum Anzeigen von Anschlüssen benutzt, ansonsten bleibt sie leer, da Bilder mit Werbung und Informationen nicht im FIS vorhanden sind.
Im Jahr 2024 wurde zum ersten Mal seit längerer Zeit wieder ein Citaro-Bus für den Einsatz auf HCR-Linien von Daimler Buses angeschafft. Bisherige Anschaffungen für den Einsatz auf Linien von DSW21 und Vestische bestanden zum Vergleich aus MAN Lion’s City und Solaris Urbino. Im Unterschied zu den Citaro C2-Fahrzeugen der HCR verfügt auch dieser über Außenanzeigen von LAWO, nun aber stattdessen über ein visuelles FIS von MG Informationssysteme. Durch eine nicht komplett abgeschlossene Konfiguration konnten auf dem Bildschirm bis Dezember allerdings nur Werbung und Informationen auf der rechten Seite angezeigt werden, die restliche Fläche blieb schwarz. Dieses Problem wurde mittlerweile behoben.

## Linienangebot
Seit dem 15. Dezember 2019 betreibt die HCR folgende Buslinien:
| Linie | Linienweg | Takt         |
| 303   | Herne Bahnhof – Herne Haranni-Gymnasium – Herne Archäologie-Museum – Herne Düngelstraße – Herne Marienhospital – Herne Hölkeskampring – Herne Regenkamp – Herne Hibernia – Herne Straßenverkehrsamt – Herne Dorneburger Straße – Herne Bobenfeld – Herne Solbad – Wanne-Eickel Hbf abends, samstags und sonntags ganztägig fährt nur zwischen Herne Bahnhof und Herne Regenkamp                                                                                                | 30/30/30     |
| 311   | (Herne Friedrich der Große / Zechenring – Herne Langforthstraße – Herne Roonstraße Gewerbegebiet – (montags bis freitags)) Herne Bahnhof – Herne Mitte – Herne Archäologie-Museum – Herne Stadtgarten – Herne Ostbachtal – Herne Akademie Mont-Cenis – Herne An der Linde (Herne Realschule Sodingen – Herne Von-Bodelschwingh-Straße (montags bis freitags)) – Herne Teutoburgia – Herne Holthausen Mitte – Castrop-Rauxel Daimlerstraße – Castrop-Rauxel Münsterplatz        | 10/20/30     |
| 312   | Herten Wanne Waldfriedhof – Herne Am Westhafen – Herne Im Dannekamp – Herne Künstlerzeche – Herne Recklinghauser Straße – Herne Flora Marzina – Herne Wanne Markt – Herne Mondpalast – Wanne-Eickel Hbf – Herne Scharpwinkelring – Herne Rottstraße / Heerstraße – Herne Heyermanns Hof – Herne Bahnhof – Herne Mitte – Herne Kulturzentrum – Herne Hölkeskampring – Herne Marienhospital / Jean-Vogel-Straße – Herne Flottmannhallen (Richtung Herne Südpool) – Herne Südpool | 20/30/30     |
| 321   | Herne Bahnhof / Mitte – Herne Roonstraße Gewerbegebiet – Herne Langforthstraße – Herne Zechenring – Herne Friedrich der Große – Herne-Börnig Dorfstraße – Herne An der Linde – Herne Akademie Mont-Cenis – Herne Ostbachtal – Herne Tierpark Gysenberg – Herne Siedlung Constantin – Bochum Am Krähennocken – Bochum Gerthe Mitte – Bochum-Gerthe, Schwerinstraße / Heinrichstraße                                                                                             | 30/60/60     |
| 322   | Herne Bf – Busbahnhof Heerstraße / Cranger Kirmes – Wanne-Eickel Hbf Nur während der Cranger Kirmes und Cranger Weihnachtszauber | 10/10/20     |
| 323   | Herne-Bickern, Knappenstraße – Herne Am Berg – Herne Mondpalast – Wanne-Eickel Hbf – Herne Rheumazentrum – Herne-Crange – Herne Rottstraße / Heerstraße – Herne Baukau Nordfriedhof – Herne Bahnhof – Herne Mitte – Herne Archäologie-Museum – Herne Friedhof Wiescherstraße – Herne Tierpark Gysenberg – Herne Siedlung Constantin – Bochum Wiekskamp – Bochum Hiltrop Kirche                                                                                                 | 20/30/30     |
| 324   | Herne Bahnhof / Mitte – Herne Archäologie-Museum – Herne Feuerwache Sodinger Straße – Herne Ostbachtal – Herne Gysenbergpark – Herne Akademie Mont-Cenis – Herne Max-Wiethoff-Straße – Herne Auf'm Kolm – Herne Friedhofstraße (Friedhof Holthausen) – Castrop-Rauxel Am Wiedehagen / Erin-Park – Castrop-Rauxel Münsterplatz | 20/30(60)/30 |
| 328   | Wanne-Eickel Hbf – Herne Mondpalast – Herne Am Berg – Herne Schalkestraße – Wanne-Eickel Unser Fritz | 30/30/30     |
| 329   | Herne-Eickel, Auf der Wenge – Herne-Eickel Ev. Krankenhaus – Herne-Röhlinghausen Markt – Herne Tiefenbruchstraße – Herne Solbad – Wanne-Eickel Hbf – Herne Freizeitbad Wananas – Herne Flora Marzina – Herne Museum Wanne – Wanne-Eickel Unser Fritz | 30/30/30     |
| 337   | Herne Bahnhof – Herne Mitte – Herne Archäologie-Museum – Herne Koppenbergs Hof – Herne Marienhospital – Herne Hölkeskampring – Herne Riemker Straße – Herne Feldkampstraße | 60/60/60     |
| 341   | Castrop-Rauxel Münsterplatz – Castrop-Rauxel Hangweg – Castrop-Rauxel Neuroder Platz – Castrop-Rauxel Schwerin Seniorenheim | 60/60/60     |
| 347   | Castrop-Rauxel Münsterplatz – Castrop-Rauxel Händelstraße – Castrop-Rauxel Holzstraße – Castrop-Rauxel Europaplatz – Castrop-Rauxel Ev. Krankenhaus | 60/60/60     |
| 351   | Herne Bahnhof / Mitte – Herne Vinckestraße – Herne Am Trimbuschhof – Herne Voßnacken – Herne An der Linde – Herne Teutoburgia – Herne Holthausen Mitte – Herne Elchweg – Castrop-Rauxel Gewerbegebiet Westring – Castrop-Rauxel Münsterplatz | 30/60/60     |
| 361   | Castrop-Rauxel Münsterplatz – Castrop-Rauxel Betriebshof – Castrop-Rauxel Schophof – Castrop-Rauxel Deininghausen / Weimarer Straße – Castrop-Rauxel Dingen Bogenweg – Dortmund-Nette/Oestrich – Dortmund-Mengede Markt | 30/30/30     |
| 362   | Herne Siedlung Eichenforst – Herne Pantringshof – Herne Holper Heide – Herne Schloß Strünkede – Herne Innovationszentrum – Herne Bahnhof – Herne Mitte – Herne Kulturzentrum – Herne Gräffstraße – Herne Hibernia – Herne Aschebrock – Herne Dorneburger Straße – Herne Hardenbergstraße – Herne Solbad – Wanne-Eickel Hbf | 15/30/30     |
| 367   | Herne Bahnhof / Mitte – Herne Archäologie-Museum – Herne Koppenbergs Hof – Herne Marienhospital / Altenhöfener Straße – Herne Südpool – Herne/Bochum Zum Schultenhof – Bochum Bergener Straße – Bochum Hiltrop Kirche / Hiltroper Straße Zwischen Herne Bahnhof und Bochum Hiltrop Kirche / Hiltroper Straße verstärkt durch die BOGESTRA-Linie 366 | 60/60/60     |
| 391   | Herne Bahnhof – Herne Mitte – Herne Shamrockring – Herne Zeche Julia – Herne Juliastraße – Herne Dorstener Straße – Herne Dorneburger Straße – Herne Eickeler Markt – Herne Auf der Wenge – Herne-Eickel Ev. Krankenhaus – Herne-Röhlinghausen Markt – Herne Friedrichstraße – Wanne-Eickel Hbf Unterstützt die BOGESTRA-Linie 390 zwischen Herne Bahnhof und Herne-Röhlinghausen Markt. Samstags und Sonntags kein Betriebshof                                                | 30/-/-       |

Die Linie 322 verkehrt nur während der Cranger Kirmes (zehn Tage ab dem ersten Freitag im August), und des Cranger Weihnachtszaubers.
Seit Juni 2006 hat die HCR ihr Linienangebot um folgende Nachtexpress-Linien erweitert:
| NE31 | Herne Bahnhof – Sodingen, Akademie Mont-Cenis – Holthausen Mitte – Börnig Dorfstraße – Horsthausen, Lütge Bruch – Herne Bahnhof                                                              |
| NE32 | Herne Bahnhof – Horsthausen, Zietenstraße – Siedlung Eichenforst – Herne Bahnhof – Am Düngelbruch – Tierpark Gysenberg – Herne Bahnhof                                                       |
| NE33 | Herne Bahnhof – Holsterhausen, Juliastraße – Solbad – Wanne-Eickel Hauptbahnhof – Baukau, Hülsmanns Hof – Herne Bahnhof                                                                      |
| NE34 | Wanne-Eickel Hauptbahnhof – Bickern, Moßkampweg – Röhlinghausen Markt – Eickel Kirche – Wanne-Eickel Hauptbahnhof – Crange, Westhafen – Unser-Fritz, Georgstraße – Wanne-Eickel Hauptbahnhof |

Sie fahren in den Nächten von Freitag auf Samstag, von Samstag auf Sonntag, vor Feiertagen sowie nach besonderer Ankündigung und verkehren als Ringlinien. Der weitere Bus-, Straßenbahn- und Stadtbahnverkehr in Herne und Castrop-Rauxel wird durch die Bogestra (je 1 Stadtbahn- und Straßenbahnlinie sowie 7 Buslinien), die Vestische (5 Buslinien) und die DSW21 (4 Buslinien) durchgeführt.